# Помојски језици
Помојски језици, помоански језици или помо језици, су мала породица сачињена од седам језика којима говоре племена аутохтоног народа Помо у северној Калифорнији, чији су преци живели у долини Руске реке и басену језера Клир Лејк. Четири језика су изумрла, а сви преживели језици осим кашајског имају мање од десет говорника.

## Распрострањеност
Џон Весли Пауел, који је први описао границе области у којој су језици ове породице у употреби, забележио је да су њене границе биле Тихи океан на западу, винтунска територија у долини Сакраменто на истоку, извор Руске реке на северу и рт Бодега Хед и данашњи град Санта Роса на југу. Само је североисточнопомојски био одвојен од других помојских језика, земљом коју су насељавали говорници винтунских језика.

## Класификација
Џон Весли Пауел је први званично објавио да између 7 помојских језика постоји међусобна веза и да чине једну породицу, он је предложио да се зову „куланапанска породица”. Као и многи Пауелови опскурни номенклатурни предлози, посебно за калифорнијске језике и овај предлог је игнорисан. Уместо тога, израз Помо, који су Индијанци и белци подједнако користили за Северне Помое, произвољно је проширен да укључи и остатак породице.
Семјуел Барит (1908) је први систематски доказао да ових седам језика јесу помојски језици. Да би избегао компликације, Барит је назвао сваки од помојских језика према његовом географском положају. Ова конвенција о именовању брзо је стекла широку прихваћеност и још увек је у општој употреби, једино се за југозападнопомојски користи назив кашајски језик. Баритови географски називи језика често доводе оне који нису упознати са помојским језицима до погрешног закључка да су то дијалекти једног језика.
Предлагане су различите подгрупе унутар породице, мада између њих није било великих разлика. Тренутна класификација око које постоји консензус (Митун 1999) и која као основу користи породичну лозу представљену у Освалтовом делу из 1964, приказана је испод:
- Североисточнопомојски †
- Источнопомојски †
- Југоисточнопомојски
- Западнопомојски језици
  - Севернопомојски †
  - Јужнопомојски језици
    - Средњопомојски †
    - Јужнопомојски †
    - Југозападнопомојски (кашајски)

У суштини идентичне верзије ове класификације представљене су у Освалтовом и Меклендоновом „Уводу” поглавља Помо у књигама чији су уредници били Хајзер (1978) и Кембел (1997). Најважнији дисидент био је Абрахам М. Халперн, један од ретких лингвиста од Баретовог времена који је прикупљао упоредне податке о свим помојским језицима.
Халпернова класификација се разликовала од Освалтове углавном по положају североисточнопомоанског језика унутар породице. Према њему он није чинио посебну грану, већ је био део Освалтове „западне” гране. Он је предложио могућност да Североисточни Помои потичу од недавно досељених Северних Пома.